# Levedagsen
Levedagsen ist ein Ortsteil des Fleckens Salzhemmendorf und liegt in exponierter Lage am Südhang des Thüster Berges im Bundesland Niedersachsen. Die Domäne Eggersen gehört ebenfalls zur Gemarkung Levedagsen. Hier befand sich in früherer Zeit eine Burg auf einer von der Saale umflossenen Insel.

## Geschichte

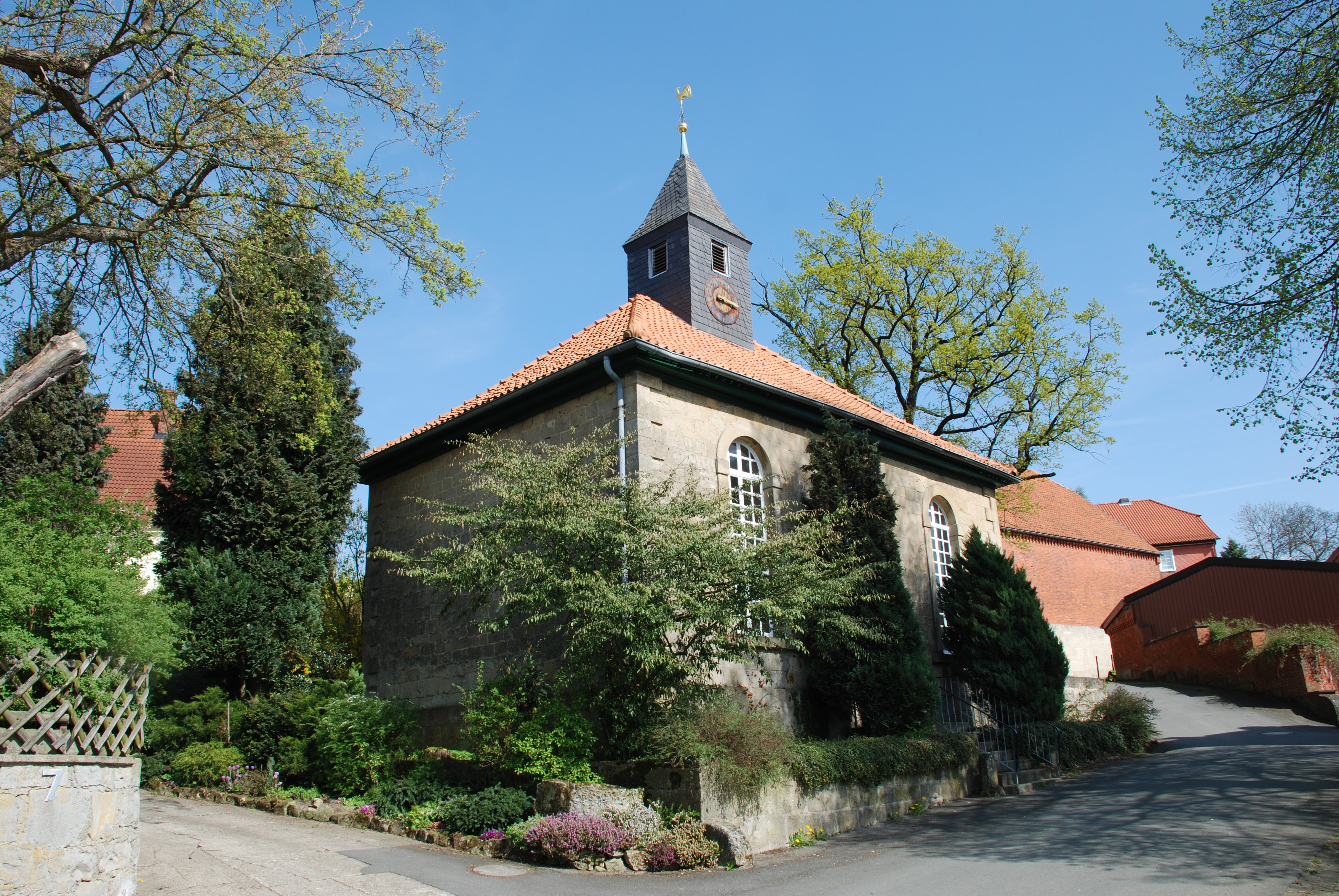
Kapelle „St. Jacobus“ in Levedagsen

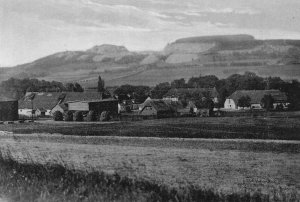
Domäne Eggersen

Die erste Erwähnung von Levedagsen geschah um das Jahr 1200. Genaueres weiß man über den Ortsteil dann ab 1680. In diesem Jahr wurde am 28. Oktober durch die Kirchenbehörde eine Schule in Levedagsen genehmigt. Die erste Schule mit Schulmeisterwohnung wurde dann 1724 gebaut.
Am 1. November 1846 wurde der Neubau der evangelisch-lutherischen Kapelle „St. Jacobus“ in Levedagsen eingeweiht.
Das Stationsgebäude am Bahnhof Levedagsen für die Kleinbahn Voldagsen-Duingen-Delligsen stammt aus dem Jahre 1897. 1967 wurde das Stationsgebäude von der Gemeinde Levedagsen erworben und diente der Unterbringung von Obdachlosen. Im Zuge des Ausbaues der Landesstraße und des Neubaues der Brücke am Bahnhof musste das Haus 1977 abgerissen werden.
Aufgrund steigender Schülerzahlen musste 1903 ein größeres Schulgebäude gebaut werden, das bis zur Schließung der Schule am 31. Juli 1970 genutzt wurde.
Aus dem Jahre 1934 stammt die Stützmauer im Dorf, im selben Jahre wurde auch die örtliche Freiwillige Feuerwehr Levedagsen gegründet.
Drei Jahre später errang Levedagsen beim Dorfverschönerungswettbewerb des Landkreises Hameln-Pyrmont den 1. Platz.
Die Zuckerfabrik Gronau errichtete 1951 am Levedagser Bahnhof eine Rübenverladestation, die bis 1978 in Betrieb war. Eine Badeanstalt, die auch als Feuerlöschbecken genutzt werden kann, stammt aus dem Jahre 1954. Zehn Jahre später wurden die Ortsstraßen asphaltiert. 1965 erreichte Levedagsen beim Wettbewerb „Unser Dorf soll schöner werden“ den 2. Platz; beim Landeswettbewerb den 15. Platz. Dieser Erfolg konnte 1967 mit dem 1. Platz; im Landeswettbewerb Platz 9, sogar noch überboten werden.
1977 wurde die Schule zum Dorfgemeinschaftshaus ausgebaut.

## Politik
- SPD: 4
- Grüne: 3
- CDU: 3
- FDP: 1

### Ortsrat
Levedagsen hat einen elfköpfigen Ortsrat gemeinsam mit dem Ortsteil Salzhemmendorf.
Ortsbürgermeister des gemeinsamen Ortsrates ist Lutz Hesse (CDU).

### Wappen
Im geteilten Schild oben ein goldfarbener Pflug auf grünem Grunde, unten silbern und grün kariert.